# Euro à Monaco
- États membres de la zone euro : 20 pays (Allemagne, Autriche, Belgique, Chypre, Croatie, Espagne, Estonie, Finlande, France, Grèce, Irlande, Italie, Lettonie, Lituanie, Luxembourg, Malte, Pays-Bas, Portugal, Slovaquie, Slovénie)
- Micro-États non membres de l'UE utilisant l'euro avec l'accord de l'UE : 4 pays (Andorre, Monaco, Saint-Marin et Vatican)
- États non membres de l'UE qui ont adopté l'euro unilatéralement : 2 pays (Kosovo et Monténégro)
- États membres de l'Union européenne (UE) qui ont rejoint le MCE II : 1 pays (Bulgarie)
- État membre de l'UE faisant partie du MCE II mais qui est exempté de l'obligation de rejoindre la zone euro (Danemark).
- États membres de l'UE qui ont l'obligation  de rejoindre la zone euro : 5 pays (Hongrie, Pologne, Roumanie, Suède et Tchéquie)

La principauté de Monaco a adopté l'euro comme monnaie officielle le 1er janvier 1999, en même temps que la République française et dix autres États membres. Le pays ne fait pas partie de la zone euro puisqu'il ne fait pas partie de l'Union européenne. Il peut cependant frapper ses pièces en vertu d'accords plus anciens avec la France et d'une décision du Conseil de l'Union européenne et d'une convention monétaire entre la France (au nom de la Communauté européenne) et Monaco qui a pris effet au 1er janvier 2002.

## Historique
Jusqu'à l'introduction de l'euro et depuis 1837, Monaco possède sa propre monnaie : le franc monégasque (MCF) qui est lié au franc français (FRF) avec une parité fixe de 1 MCF pour 1 FRF. Monaco étant enclavé dans le territoire français, plusieurs traités permettent aux deux États de conserver des liens politiques et économiques forts. Avec l'adoption de l'euro par la France, les accords monétaires ont été adaptés et renouvelés ; Monaco ne peut émettre qu'une quantité limitée de pièces avec sa face nationale, mais pas de billets (dont les faces sont mutualisées). Dans la pratique, elles sont frappées par la Monnaie de Paris.
Sur la base de la déclaration no 6 relative aux relations monétaires avec la république de Saint-Marin, la Cité du Vatican et la principauté de Monaco, annexée à l'acte final de Maastricht, le Conseil du 31 décembre 1998 a arrêté trois décisions sur la position à adopter par la Communauté en ce qui concerne un accord sur les relations monétaires avec ces trois États.

## Compléments